# Międzynarodowy Batalion Wolności
Międzynarodowy Batalion Wolności (arab. ‏تابور الحرية العالمي‎, tur. Enternasyonalist Özgürlük Taburu), IFB lub EOT – oddział zbrojny w Rożawie składający się z lewicowych ochotników różnej narodowości.
IFB jest częścią Powszechnych Jednostek Ochrony, które to natomiast wchodzą w skład Syryjskich Sił Demokratycznych. Celem jest wsparcie rożawskiej rewolucji działaniami militarnymi oraz niemilitarnymi, jak również walka z Państwem Islamskim.

## Historia
Powstanie Międzynarodowego Batalionu Wolności ogłoszono 10 czerwca 2015 w miejscowości Serê Kanîyê. Wówczas w jego skład weszli członkowie tureccy komuniści ze Zjednoczonych Sił Wolności, Marksistowsko-Leninowskiej Partii Komunistycznej, Marksistowo-Leninowskiej Zbrojnej Grupy Propagandowej oraz Tureckiej Partii Komunistycznej/Marksiści-Leniniści, a także ochotnicy z hiszpańskiej Partii Marksistowsko-Leninowskiej. Do IFB dołączyli również niezrzeszeni bojownicy czerkiescy, greccy, tureccy, niemieccy i ormiańscy. Inspiracją do utworzenia oddziału były Brygady Międzynarodowe walczące w czasie hiszpańskiej wojny domowej. 
Batalion uczestniczył w obronie Serê Kanîyê podczas tureckiej inwazji na Rożawę w 2019. 

## Struktura
Międzynarodowy Batalion Wolności składa się z bojowników związanych z lewicowymi grupami zbrojnymi (a także z osób nie należących do żadnej innej grupy), z których większość walczyła razem z YPG przed utworzeniem formacji. W skład IFB wchodzą następujące ugrupowania:
- Zjednoczone Siły Wolności (tur. Birleşik Özgürlük Güçleri)
  - Kobiece Siły Wolności (tur. Kadın Özgürlük Gücü)
  - Rewolucyjna Partia Komunardów (tur. Devrimci Komünarlar Partisi)
  - Marksistowsko-Leninowska Zbrojna Grupa Propagandowa (tur. Marksist Leninist Silahlı Propaganda Birliği-Devrim Cephesi)
    - Betül Altindal Taburu[8]
    - Serpil Polat Taburu

  - Społeczna Insurekcja (tur. Sosyal İsyan)
  - Rewolucyjny Front (tur. Devrimci Cephe)
  - Rewolucyjna Kwatera (tur. Devrimci Karargâh)
  - Front Pracy i Wolności (tur. Emek ve Özgürlük Cephesi)
  - Proleteryanın Devrimci Kurtuluş Örgütü
  - Aziz GÜLER Özgürlük Gücü Milis Örgütü
  - Kızılbaş Timi
  - Mahir Arpaçay Devrimci Savaş Okulu
  - Necdet Adalı Müfrezesi
  - Spartaküs Timi
  - Şehit Bedreddin Taburu
  - Kader Ortakaya Timi
- Marksistowsko-Leninowska Partia Komunistyczna
- Turecka Partia Komunistyczna / Marksiści-Leniniści
  - Türkiye İşçi Köylü Kurtuluş Ordusu
- Maoistowska Partia Komunistyczna
- Partia Marksistowsko-Leninowska (Komunistyczna Rekonstrukcja)
- Komunistyczna Partia Pracy Turcji / Leniniści
- Rewolucyjny Związek na rzecz Międzynarodowej Solidarności (gr. Επαναστατικός Σύνδεσμος Διεθνιστικής Αλληλεγγύης)
- Brygada Boba Crowa (Bob Crow Brigade)
- Brygada Henriego Krasuckiego (Henri Krasucki Brigade)
- Walka Anarchistyczna (Tekoşîna Anarşîst)
- Międzynarodowe Rewolucyjne Ludowe Siły Partyzanckie (International Revolutionary People's Guerrilla Forces)
  - Queerowa Armia Insurekcji i Wyzwolenia (The Queer Insurrection and Liberation Army)

## Galeria

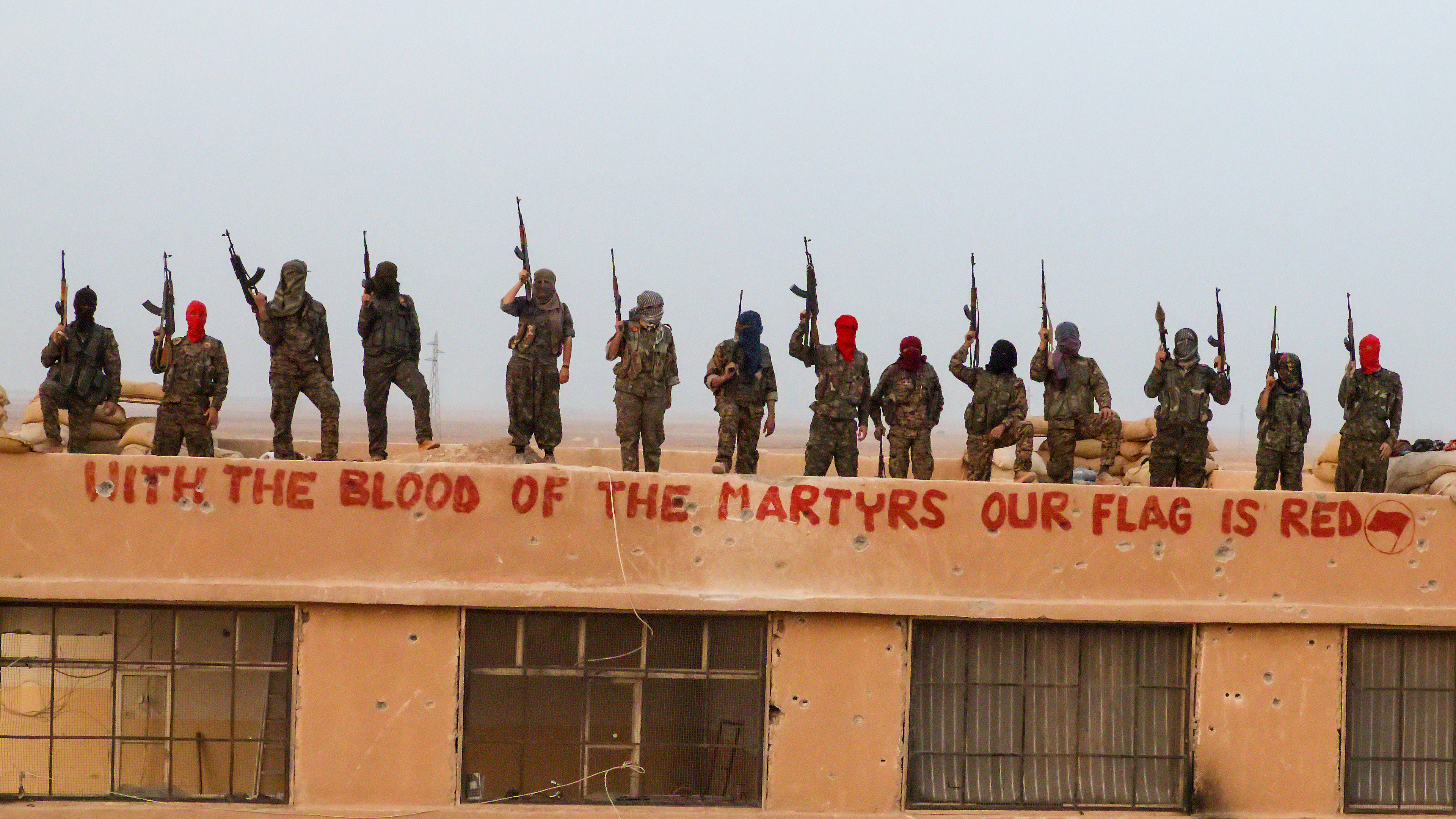
Bojownicy IFB
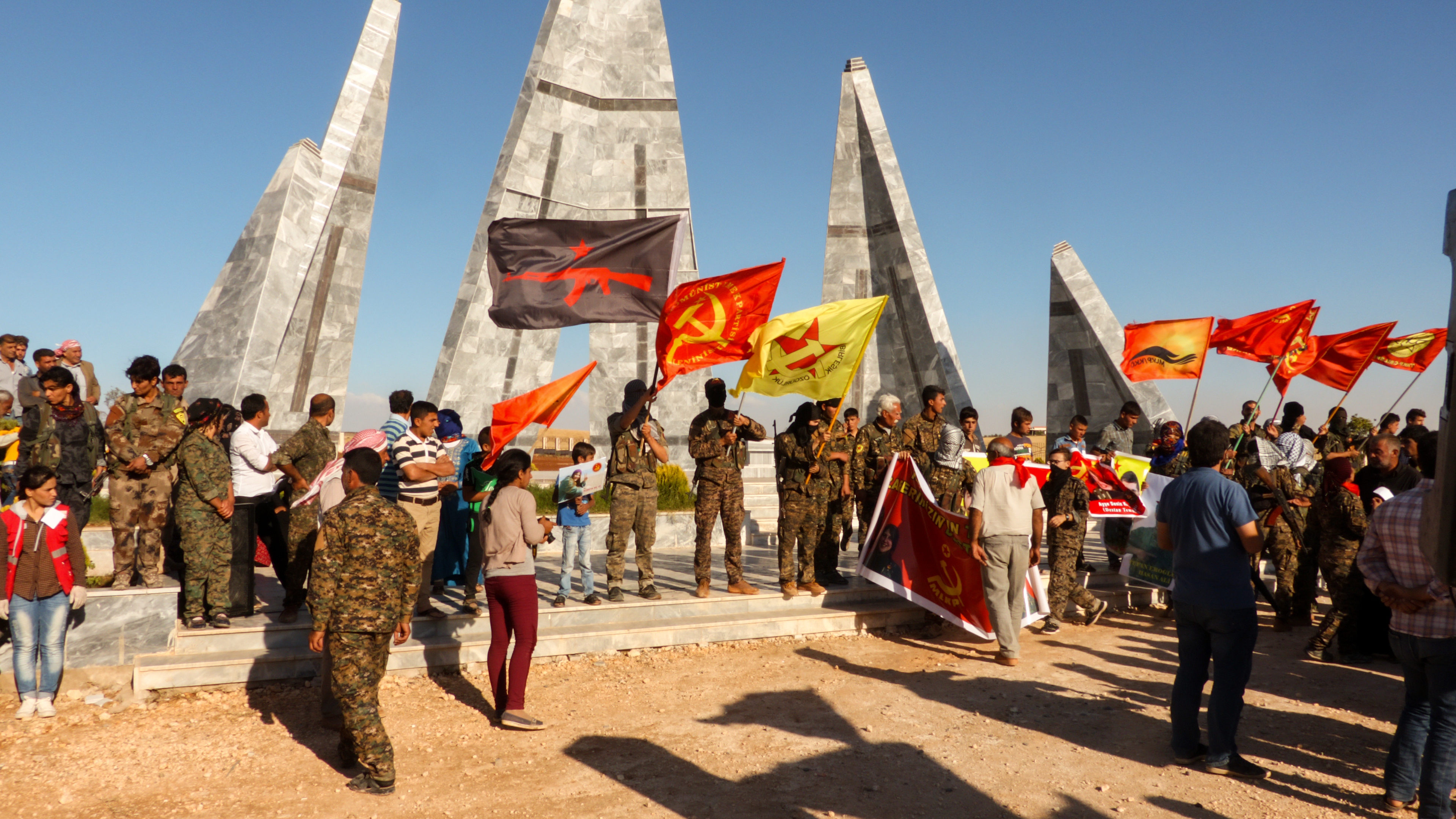
Członkowie IFB podczas ceremonii pogrzebowej bojownika MLKP
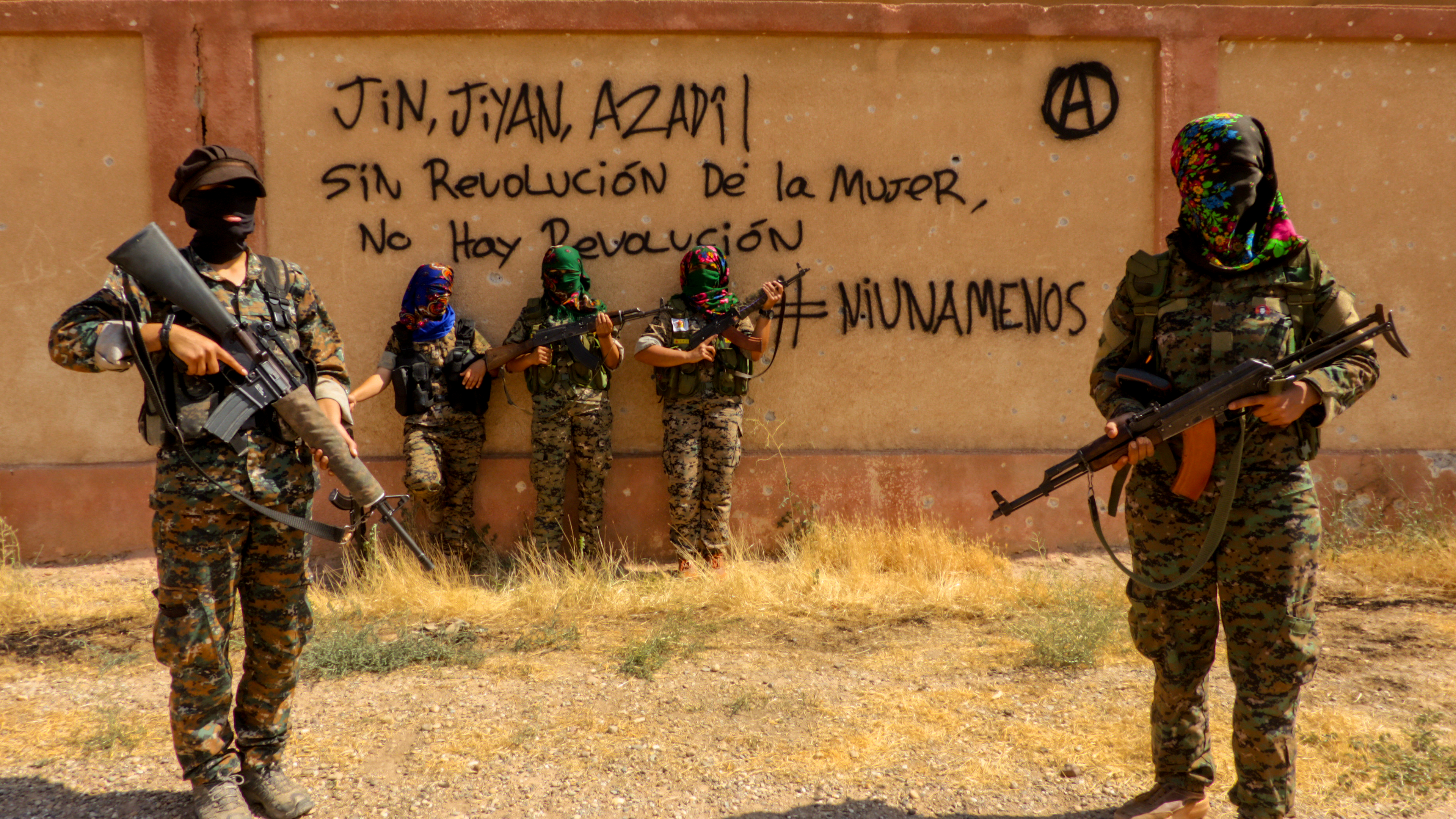
Bojowniczki IFB w akcie solidarności z ruchem Ni una menos
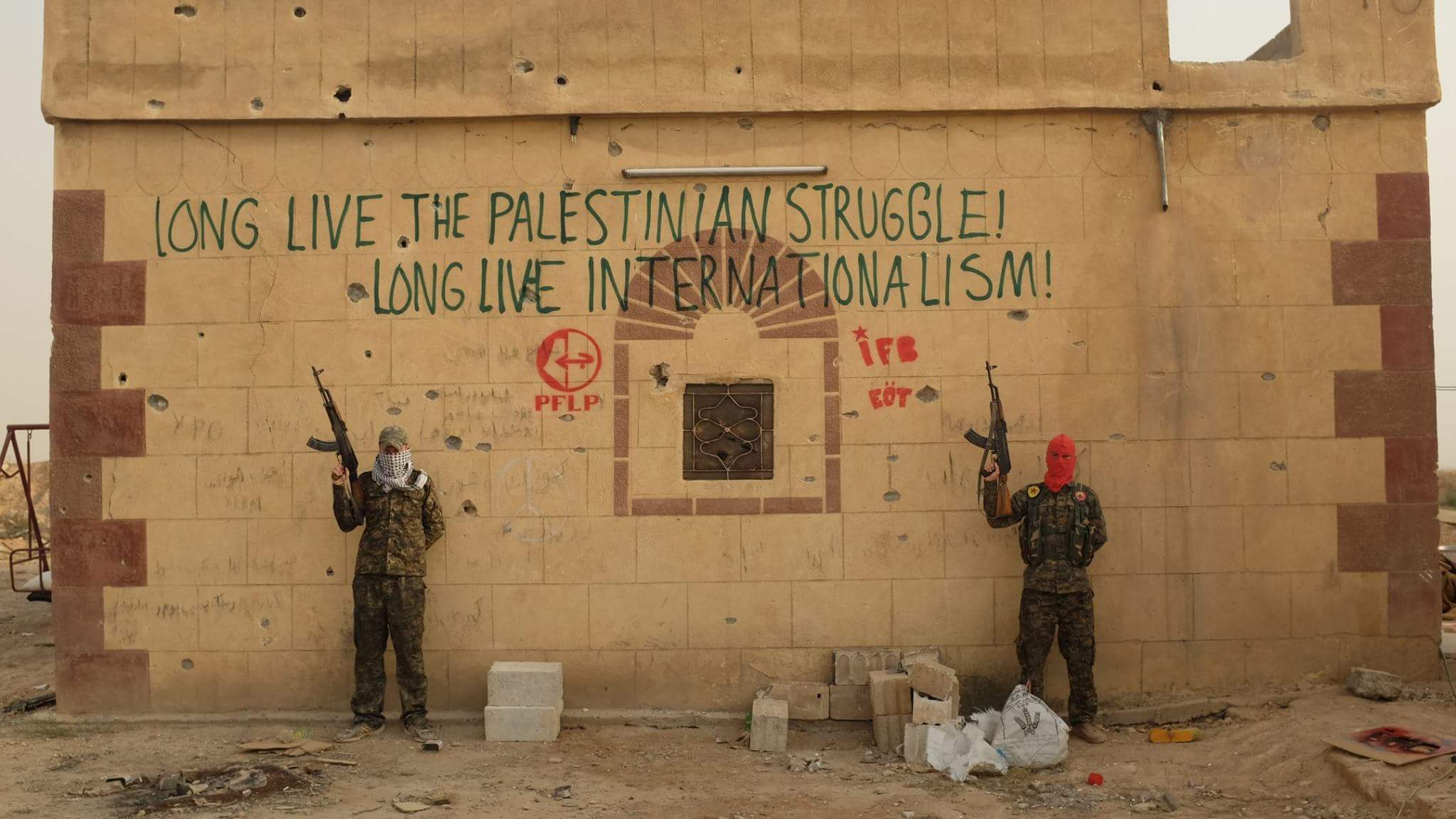
Bojownicy IFB w akcie solidarności z Palestyną
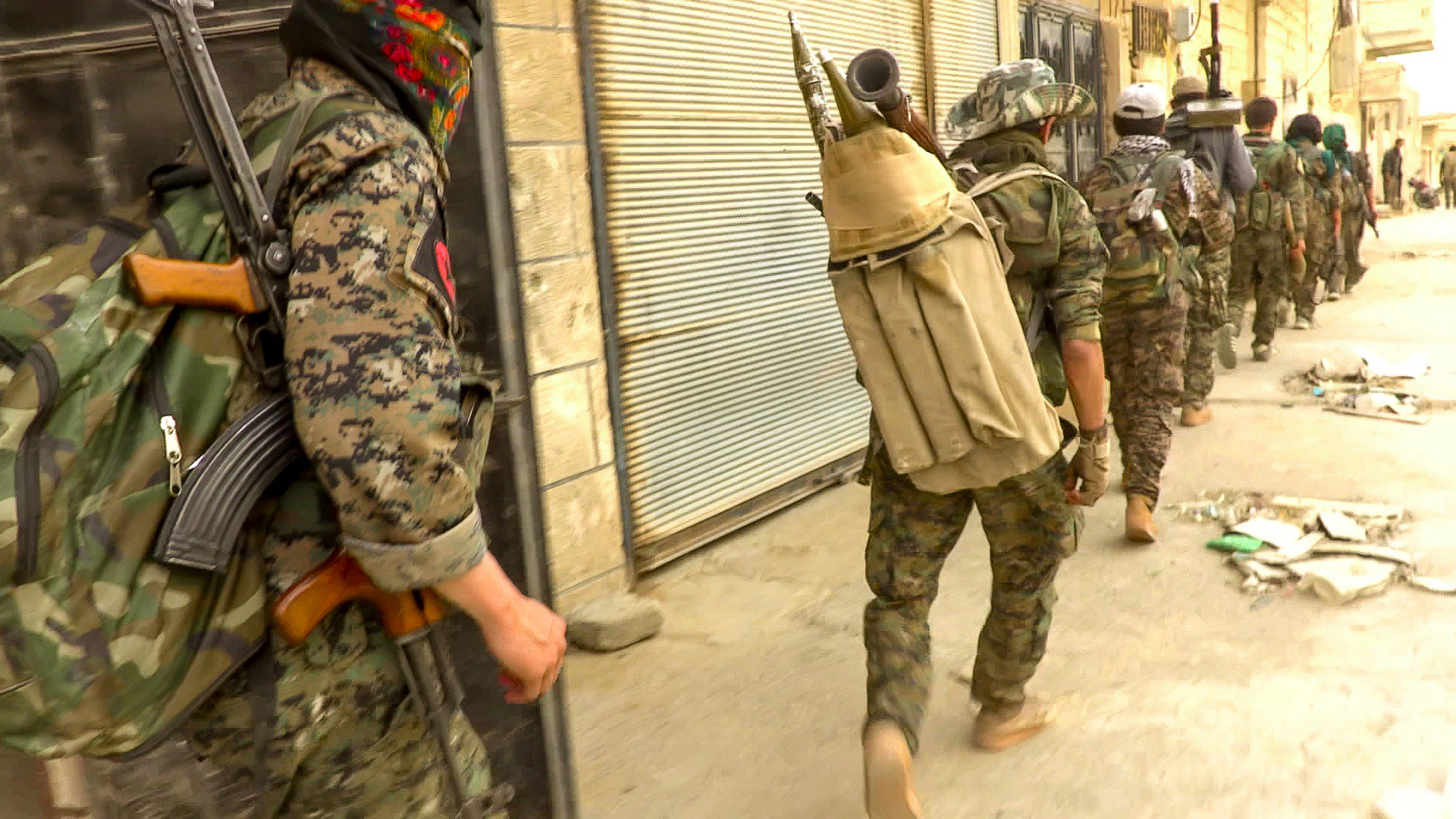
Bojownicy IRPGF
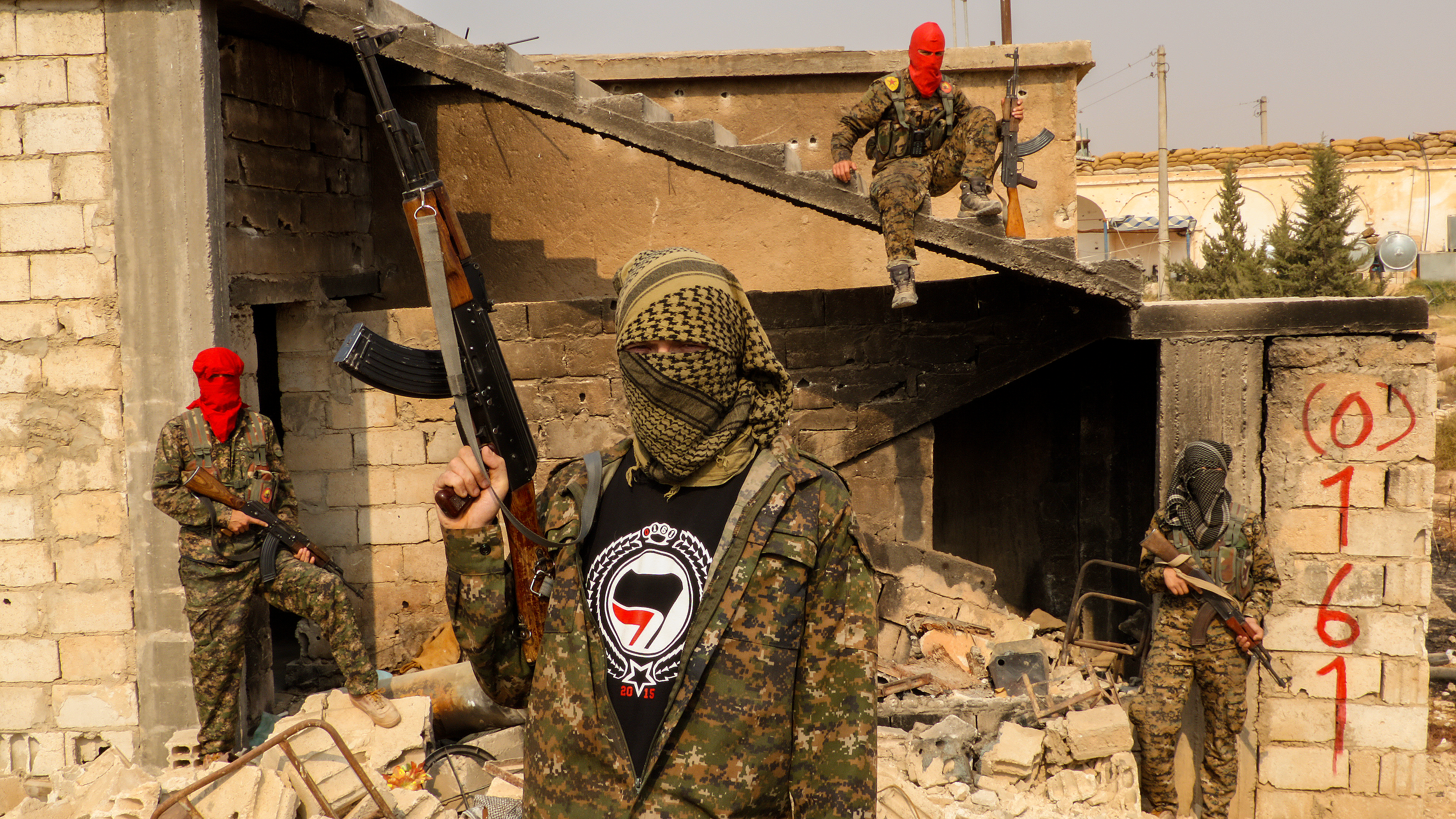
Członkowie Bob Crow Brigade
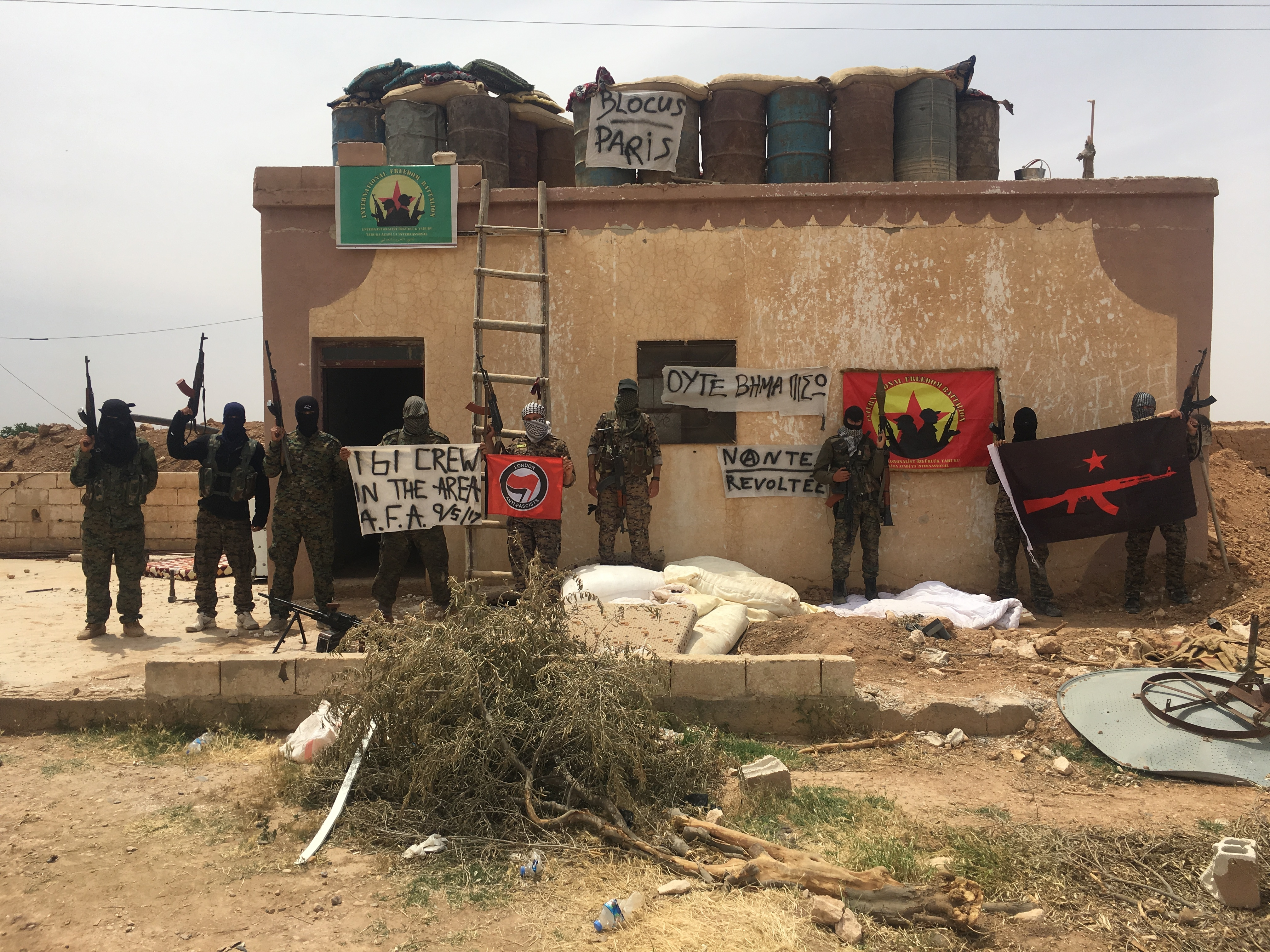
Bojownicy IFB